# Abu Bakr al-Bagdadi
Abu Bakr al-Bagdadi eredeti nevén: Ibrahim Awwad Ibrahim Ali al-Badri al-Samarrai (arabul أبو بكر البغدادي; Szamarra, 1971 – Idlib kormányzóság, 2019. október 26.) iraki származású terrorista, korábban az Al-Káida tagja, majd az Iraki és Levantei Iszlám Állam (ISIS) nevű szélsőséges szunnita iszlám terrorszervezet vezetője, "emírje" 2010 és 2014 között. 2014 júniusában az ISIS, Baasz Párti szövetségeseivel karöltve, gyors hadműveletekkel jelentős területeket foglalt el Irak északi területein. Al-Bagdadi 2014. június 29-én egyoldalúan proklamálta az Iszlám Állam megalakulását az általuk ellenőrzött régióban, amelynek államfője lett Ibrahim kalifa néven. (A kalifa titulust utoljára az oszmán szultánok használták 1924-ig.) 2015 márciusában egy amerikai légitámadásban súlyos sérülést szenvedett. 2019 októberében egy amerikai rajtaütés során halt meg három gyermekével együtt, miután felrobbantotta magán a testére erősített robbanómellényt. Donald Trump beszámolója szerint holttestét az amerikaiak a hírszerzés birtokában lévő DNS-minták alapján a helyszínen 15 percen belül azonosították.

## Élete

### Gyermek-és ifjúkora
Abu Bakr al-Bagdadi 1971-ben született Irakban, Szamarra városában.

### Halála
2019. október 27-én Bagdadi menekülés közben egy alagútban felrobbantotta magát, ezt követően Donald Trump, az Egyesült Államok elnöke bejelentette Abu Bakr al-Bagdadi megölését.